# ALDH1A1
L'aldéhyde déshydrogénase 1 de type H1 (abrégé en ALDH1A1), ou rétinaldéhyde déshydrogénase 1 est l'une des dix-neuf aldéhyde déshydrogénases. Son gène est ALDH1A1 situé sur le chromosome 9 humain.

## Rôle
Elle permet la transformation du rétinal en acide rétinoïque.
Elle est exprimée principalement dans le tissu adipeux et intervient dans la thermogenèse.

## En médecine
L'expression de ce gène dans les cellules cancéreuses mammaires serait un facteur de mauvais pronostic. Cette expression est également retrouvée dans les cellules des mélanomes, des cancers du poumon ainsi que dans d'autres cancers. Toutefois, l'acétylation de l'enzyme entraîne son inhibition et permet de stabiliser la prolifération cellulaire.  